# آندژی بک
آندژی بک (لهستانی: Andrzej Bek؛ زادهٔ ۲۶ ژوئن ۱۹۵۱) دوچرخه‌سوار اهل لهستان بود.
وی در مسابقات کشوری و بین‌المللی در مجموع برندهٔ ۱ مدال برنز شده‌است.